# Роберто Буріоні
Роберто Буріоні (італ. Roberto Burioni, 10 грудня 1962, Пезаро) — італійський лікар, вірусолог та академік. Він є професором мікробіології та вірусології в Університеті Віта-Салюте-Сан-Раффаеле, де він керує лабораторією, яка розробляє людські моноклональні антитіла проти інфекційних агентів людини, вивчає взаємодію патоген-хазяїн і використовує молекулярні інструменти для ранньої діагностики інфекційних захворювань. Визначний вірусолог, Буріоні прославився в Італії своєю рішучою позицією проти руху проти щеплень і був описаний як «найвідоміший вірусолог в Італії».

## Освіта, кар'єра та активізм

### 1980—2004: Навчання та початок кар'єри
Після закінчення «Liceo Classico Raffaello» в Урбіно Буріоні здобув ступінь лікаря в Медичній школі Католицького університету Святого Серця в Римі та ступінь доктора філософії з мікробіології в Генуезькому університеті. Він ознайомлювався з роботою Центрів контролю захворювань в Атланті, та Інститут Вістар Пенсільванського університету як запрошений студент у лабораторії Гіларія Копровського та Карло Кроче. Він був запрошеним науковцем як у Центрі молекулярної генетики Каліфорнійського університету в Сан-Дієго, так і в Дослідницькому інституті Скріппса. 1995 року він був призначений доцентом у медичній школі Католицького університету Святого Серця, а в 1999 році перейшов доцентом кафедри вірусології в медичній школі Університету Анкони.

### Університет Віта-Салюте-Сан-Раффаеле
У 2004 році Буріоні перейшов до медичної школи в Університеті Віта-Салюте-Сан-Раффаеле в Мілані, спочатку як доцент, а потім як повний професор мікробіології та вірусології. 2010 року він перейшов на посаду директора спеціальної школи мікробіології та вірусології, яку обіймав до 2017 року.

### Від 2016: протистояння руху проти вакцинації та безперервна кар'єра
Буріоні активно бореться з рухом проти вакцинації, та став відомим в Італії після виступу в телевізійному ток-шоу «Virus» у 2016 році на національному телеканалі Rai 2. Більшість передачі було віддано Реду Ронні, діджею та колишній актрисі Елеонорі Брільядорі, які обидва виступали проти вакцинації. У Буріоні залишилося лише кілька хвилин, щоб спростувати дезінформацію. У відповідь Буріоні написав у Facebook свою версію фактів. Пост за один день прочитали понад 5 мільйонів людей. Телешоу «Вірус» зрештою скасували в кінці сезону. З тих пір Буріоні отримав велику кількість підписників у соціальних мережах: майже 480 тисяч підписників у Facebook<

У 2017 році Буріоні написав книгу «Il vaccino non è un'opinione: Le vaccinazioni spiegate a chi proprio non le vuole capire» («Вакцина — це не думка: щеплення, пояснені тим, хто просто не хоче їх розуміти»), яка здобув премію Азімова, щорічну нагороду, засновану Науковим інститутом Гран-Сассо в Л'Аквілі, 2017 року яку присуджують науковим книгам, виданим в Італії протягом попереднього року. У 2018 році Буріоні разом із кількома колегами створив веб-сайт «Medical Facts». Статті на сайті написані вченими-медиками, лікарями та іншими медичними працівниками з метою популяризації новин і порад щодо низки проблем здоров'я.
У січні 2019 року Буріоні започаткував (Пакт за науку), закликавши всі італійські політичні партії підписати та взяти на себе зобов'язання дотримуватися 5 пунктів: підтримувати науку як універсальну цінність прогресу та людства; відмовлятися підтримувати або терпіти псевдонауку, псевдомедицину та будь-які методи лікування, які не ґрунтуються на наукових і медичних доказах; запобігати створенню псевдонауковцями невиправданої тривоги щодо втручань у сфері охорони здоров'я, безпечність яких підтверджено науково та медично; реалізовувати програми, спрямовані на коректне інформування громадськості про науку, використовуючи фахівців у своїй галузі; а також забезпечити належну підтримку наукових досліджень з точки зору державного фінансування. Багато політиків підписали обіцянку, включно з Беппе Ґрілло, засновником Руху п'яти зірок, партії, яка має тісні зв'язки з рухом проти вакцинації.>

## Підхід до активістів проти вакцинації
Буріоні відомий своїм прямим підходом до активістів проти вакцинації. Він сказав: «Я не проти бути коротким з тими, хто проводить 5 хвилин у Google і хоче навчити мене вірусології, яку я вивчав 35 років. Наука — це не демократія». Його позиція щодо вакцинації призвела до погроз смерті як йому, так і його дочці. У червні 2020 року проєкт «Довіра до вакцин» виявив, що протидія вакцинації проти COVID-19 була дуже низькою, а Буріоні зазначив, що рух проти вакцинації в Італії майже зник.

## Заходи проти COVID-19
На початку лютого 2020 року Буріоні прокоментував, що COVID-19 набагато небезпечніший, ніж звичайний грип, і що через його дуже заразну природу важливо не недооцінювати його, а краще боротися з ним рішуче. Крім того, він наголосив на важливості якнайшвидшого діагностування випадків та ізоляції людей, які заразилися або можуть заразитися. Ця позиція призвела до того, що Буріоні звинуватили у фашизмі та прихильності до ультраправих. Пізніше того ж місяця Буріоні знову наголосив на важливості самоізоляції та уникнення місць скупчення людей; Він сказав, що Італії поки що не вдалося обмежити швидке поширення коронавірусу. Буріоні підтримав заходи, вжиті в Італії внаслідок поширення COVID-19, щоб зупинити поширення вірусу, назвавши це «незамінним».

Через COVID-19 Буріоні випустив свою останню книгу «Вірус: Великий виклик» (італ. Virus. La grande sfida у березні 2020 року, на кілька місяців раніше, ніж спочатку планувалося. Його розкритикували в соціальних мережах за це, але у відповідь він сказав, що зараз потрібні книги про епідемію, щоб допомогти людям зрозуміти, що відбувається. У відповідь на плани італійського уряду пом'якшити карантинні заходи щодо COVID-19 з 4 травня 2020 року Буріоні сказав, що всі, хто виходить із дому, повинні носити маску та мати певну форму відстеження контактів. Крім того, він запропонував ізолювати будь-кого, у кого виявлено COVID-19, у готелі чи іншому закладі, а не вдома; він попередив, що без цих заходів COVID-19 може знову поширитися і призвести до необхідності розпочинати локдаун знову.
У березні 2021 року уряд Італії видав постанову, згідно з якою працівники медичних закладів повинні проходити вакцинацію. У відповідь на повідомлення про те, що до 15 % медичних працівників у деяких великих лікарнях відмовилися від вакцинації, коли їм її запропонували, Буріоні сказав, що це принизливо, що медичних працівників змушують робити щеплення, і висловив стурбованість наслідками великої кількості медичних працівників, які відмовляються це робити. Він припустив, що процес відбору для отримання медичної ліцензії був недостатньо ефективним.

## Нагороди та визнання
- Премія «Jano Planco d'Oro», грудень 2017 року в Ріміні, щороку присуджується лікарям, стоматологам, дослідникам, іншим медичним працівникам, організаціям, асоціаціям або іншим особам, які принесли престиж охороні здоров'я, пропагуючи етичні принципи медицини.[25]
- Щорічна премія з медицини Національного наукового медичного союзу інформації (UNAMSI), 11 грудня 2017 року[26]
- Премія Азімова. Есе «Вакцина — це не думка» здобуло премію Азімова від Наукового інституту Гран-Сассо в Аквілі 2017 року за наукову популяризацію.[8]
- Нагорода «Персонаж року в інтернет-викриттях» на «Macchianera Internet Awards», італійська церемонія мережі «Оскар», вересень 2017 року[27]
- Премія Фавіньяна — фестиваль Флоріо, 16 червня 2018 року[28]
- «Ape d'Oro» — Нагорода муніципалітету Сеграте, Мілан, вересень 2018 року[29]
- Премія «Найкращий персонаж року» та «Найкращий сайт для розкриття інформації», «Macchianera Internet Awards», італійська церемонія «Оскар», листопад 2018 року[30]
- Лауреат наукової премії «Оскар доброти міських ангелів», Мілан, січень 2019 року[31][32]
- Evidence Award 2019, GIMBE Foundation, Болонья, березень 2019 року[33]
- Премія Піценум Фонду Піо Содаліціо деї Пічені, Рим, червень 2019 року[34]

## Книги
- Donnici, Rocco; Burioni, Roberto; Marinelli, Massimiliano. Genetica. Valore delle biodiversità. Sfida della bioingegneria (італ.). Quattroventi. ISBN 9788839204615.
- Burioni, Roberto. Il vaccino non è un'opinione: le vaccinazioni spiegate a chi proprio non le vuole capire (італ.). Mondadori. ISBN 978-8804684633.
- Burioni, Roberto (2018). La congiura dei somari: Perché la scienza non può essere democratica (італ.). Rizzoli. ISBN 978-8817104609.
- Burioni, Roberto (2018). Balle mortali: Meglio vivere con la scienza che morire coi ciarlatani (італ.). Rizzoli. ISBN 978-8817105088.
- Burioni, Roberto. Omeopatia: Bugie, leggende e verità (італ.). Rizzoli. ISBN 978-8817141222.
- Burioni, Roberto. Virus. La grande sfida (італ.). Rizzoli.